# Zbór Kościoła Ewangelicznych Chrześcijan w Toruniu
Zbór Kościoła Ewangelicznych Chrześcijan w Toruniu – ewangeliczna wspólnota chrześcijańska mająca siedzibę przy ul. Myśliwskiej 2 w Toruniu.
Zbór w Toruniu jest częścią Kościoła Ewangelicznych Chrześcijan, należącego do rodziny wolnych kościołów protestanckich.

## Historia
Zbór Ewangelicznych Chrześcijan w Toruniu rozpoczął działalność pod koniec lat siedemdziesiątych dwudziestego wieku. Pierwsze nabożeństwo, zorganizowane przez niewielką grupę chrześcijan, odbyło się w listopadzie 1979 w prywatnym domu. Mimo różnych trudności wynikających z ówczesnej sytuacji politycznej, Zbór stopniowo się rozwijał i jego członkowie postanowili rozpocząć budowę własnej kaplicy. Od 1990 roku nabożeństwa odbywają się już w nowym obiekcie przy ul. Myśliwskiej 2.

## Działalność
Nabożeństwa odbywają się w każdą niedzielę o godzinie 10.00. Charakteryzują się one prostą formą i składają się z kazań opartych na Biblii oraz wspólnego śpiewu i modlitwy. W czasie niedzielnych nabożeństw odbywają się zajęcia Szkoły Niedzielnej dla dzieci i młodzieży. Oprócz nabożeństw Zbór prowadzi cotygodniowe studium biblijne - w każdą środę o godzinie 18.00. Organizowane są również regularne spotkania dla dzieci, wykłady i konferencje, imprezy dla rodzin oraz chrześcijańskie wczasy. Zbór w Toruniu współpracuje z wieloma kościołami i organizacjami ewangelicznymi w kraju i za granicą (m.in. z Razem Dla Ewangelii oraz z toruńską Fundacją Ewangeliczną). Należy również do Toruńskiego Przymierza Protestanckiego.
Pastorem Zboru jest Tadeusz Tołwiński. Działalnością Wspólnoty kieruje Rada Zboru (w której skład wchodzi m.in. pastor). Najwyższym organem Zboru jest Ogólne Zebranie Członków. Dokonuje ono między innymi wyboru pastora oraz członków Rady Zboru.